# バート・ガンダースハイム
バート・ガンダースハイム (ドイツ語: Bad Gandersheim, ドイツ語発音: [ˈgandɐsha͜im]) は、ドイツ連邦共和国ニーダーザクセン州ノルトハイム郡に属す市である。この塩水泉はハルツ山地の西に位置する。女性詩人ロスヴィータ・フォン・ガンダースハイムにちなんで、ロスヴィータシュタットとも称される。

## 地理
バート・ガンダースハイム市は、ライネベルクラント、ヴェーザーベルクラント、ハルツフォアラントの間、ガンデ川の渓谷に位置している。市内でエテルナ川がガンデ川に合流する。北にはヘーバー山がある。市域は主に山地である。市の約 10 km 東からハルツ山が始まり、5 km 西にライネ川の渓谷がある。

### 市の構成
バート・ガンダースハイムは以下の市区からなる。アッケンハウゼン、アルトダンガースハイム、クルス、ダンケルスハイム、ダンハウゼン、エリーローデ、ゲーレンローデ、グレムスハイム、ハッヒェンハウゼン、ハリーハウゼン、ヘッケンベック、ヘルムシェローデ、ゼーボルツハウゼン、ヴォルペローデ、ヴレーシェローデ。

## 歴史
ガンダースハイム修道院は852年に、リウドルフィング家の名親であるザクセン公リウドルフによって創設された。すでに古代から定住商人（ヴィーク）が、現在のゲオルクス教会の場所にあった。この街はリウドルフィング家の下で10世紀に隆盛を迎えた。この頃、女流詩人のロスヴィータ・フォン・ガンダースハイムもこの街に住んでいた。市場権、貨幣鋳造権、関税権は、990年に皇后テオファヌによってオットー3世の名前で下賜された。

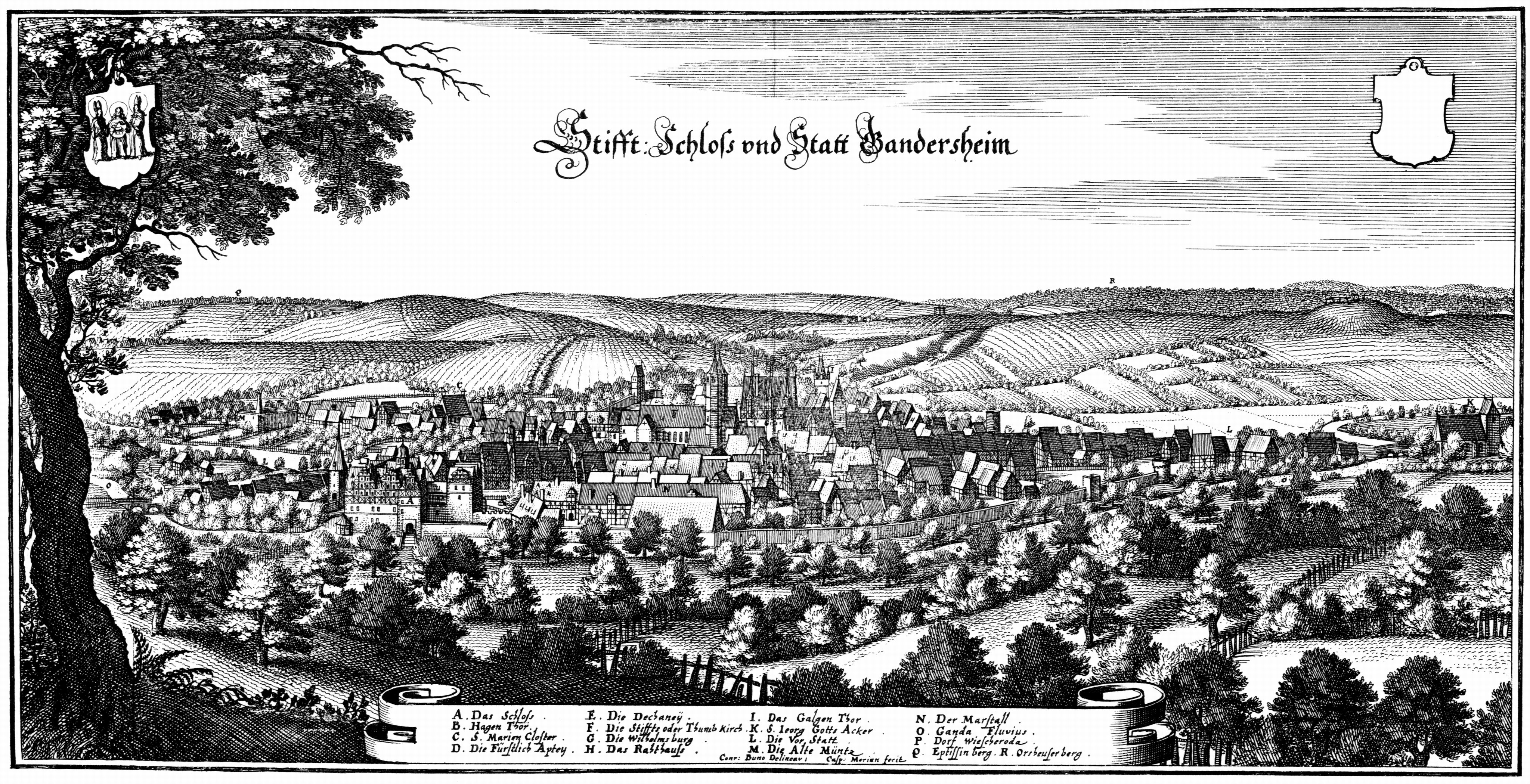
マテウス・メーリアンの銅版画に描かれた1654年頃のガンダースハイム

1300年頃にブラウンシュヴァイク公の城が修道院の向かいに建設された。この街の住民は1329年に修道院への従属関係解消を買い取った（マグナ・カルタ・ガンダースヘメンシス）。修道院、市、城の3つの権力センターが、これ以後ガンダースハイムを形成してゆく。1568年にブラウンシュヴァイク公ユリウスの圧力によって宗教改革がなされ、修道院もその影響を被った。1570年に大学の前段階として Paedagogium Ilustre が設立されたが、すぐにヘルムシュテットに移転した。修道院はバロック時代に女子修道院長エリーザベト・フォン・ザクセン＝マイニンゲン（1713年 - 1766年在職）の下で新たな興隆を迎えた。帝国代表者会議主要決議により修道院は1803年に独立を失い、最後の女子修道院長の死後、完全に閉鎖された。その財産はヴェストファーレン王国に接収された。
1833年にガンダースハイム郡が創設され、1977年にノルトハイム郡に併合された。1878年にガンダースハイムに最初の塩水泉が設けられ、温泉業が次第に盛んになっていった。第一次世界大戦後、専門の観光業者が参入し、1932年からこの街は「バート」・ガンダースハイムと称することとなった。
1944年にブーヘンヴァルト強制収容所の外部収容所としてバート・ガンダースハイム強制収容所が設けられた。100人の収容者は非人道的環境下での生活を余儀なくされた。彼らは、飛行機を製造するハインケルの工場や近郊の採石場で強制労働に就かされた。ここに収容されたフランスの作家ロベール・アンテルムはその著書『人類』で収容所における生と死を、強い訴求力を持って叙述している。
第二次世界大戦後、旧ドイツ東部領土からの追放者達が市内に住み着いた。特に旧シレジエン地方からの移住者達によって、1950年代に市内中心部に新たにカトリック教会が設立された。新しく造られた教会堂に接するかつての修道院所有地は完全に再開発がなされ、中央バスセンターが設けられた。その南側、かつての修道院の回廊部分にプロテスタントの修道院教会信者のための近代的な組織センターとしてマルティン・ルター・ハウスが建設された。
1960年代から80年代にバート・ガンダースハイムの温泉業は大きく発展した。飲泉所、浴槽、音楽館、ミニゴルフ場や自然回遊路などを有する多くの新しい温泉施設が造られた。さらに新しいクアハウスや公園施設の周辺に6軒のクアクリニックが設立された。こうした温泉施設はこの市や周辺地域の最も重要な経済ファクターとなっていった。
90年代に市の中心部は完全に改造された。マルクト広場と修道院教会の間に小さな歩行者専用区域が設けられた。この他に、この街のメイン・ショッピングストリートであるモリッツ通りは交通量が緩和され、歴史的な中核市区のいくつかの建物は近代的な改造がなされた。

## 宗教
宗教改革以後、この街の住民の多くはプロテスタント＝ルター派の信者である。それまで皇帝直轄の立誓共唱共住会女子修道院は、プロテスタントの女子修道院として存続し、その所領はブラウンシュヴァイク公のものとなった。世俗化以後はプロテスタントの教区教会となっている。
1953年に修道院教会のすぐ近くにカトリック教会が建設された。2010年現在、近隣の村落を含め約 1,800 人の信者が属している。さらに自由プロテスタント教会 (FeG) や愛餐会 Bund Freikirchlicher Pfingstgemeinden といった組織がある。
1936年から1945年まで国家社会主義自動車軍団 (NSKK) の自動車学校として利用されていたオスターベルクの旧兵舎に1987年からバート・ガンダースハイム信仰センターが設立された。これはカリスマ的福音主義を目指す聖書学校である。

## 行政

### 姉妹都市
- ロトセラー（ベルギー、フラームス＝ブラバント州）
- スケッグネス（イギリス、リンカンシャー）

## 文化と見所

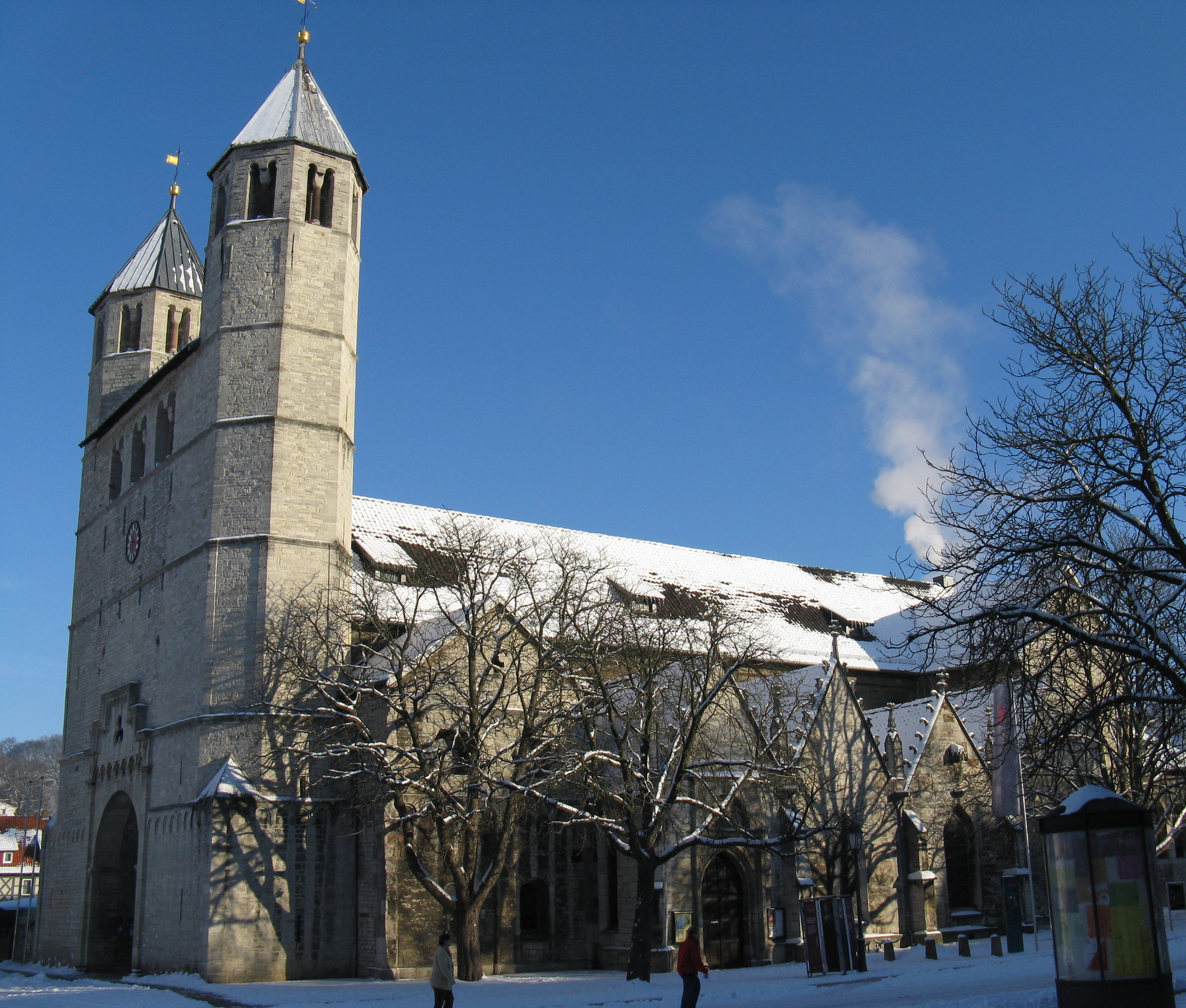
修道院教会

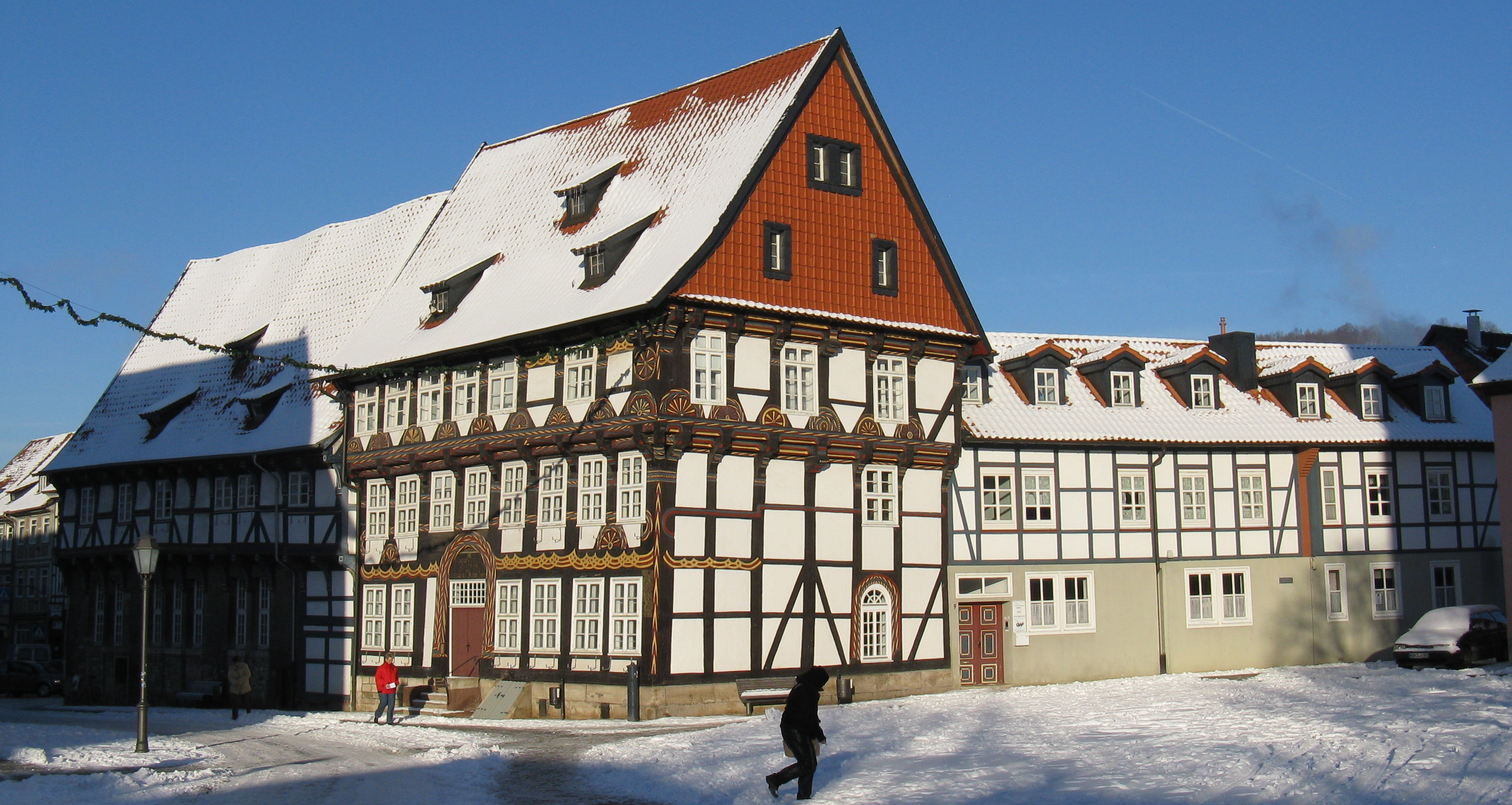
アム・ブラッケン

### 建築
- ガンダースハイム修道院のロマネス様式の修道院教会。しばしば誤ってガンダースハイム大聖堂と呼ばれることがある。西の入り口はガンダースハイム聖堂演劇祭の舞台装置として用いられる。
- ゲオルク教会（この街で最も古い教区教会である）
- 歴史的な木組みの家「アム・ブラッケン」
- 歴史的旧市街
- 歴史的な市庁舎
- カイザーザール、エリーザベトの泉、マリア礼拝堂を有する女子修道院
- クルス修道院教会
- ブラウンシュヴァイク公の城（現在は区裁判所兼刑務所）
- ブルンスハウゼン修道院

バート・ガンダースハイムはドイツ木組みの家街道に面している。

### 公園
- ラムシュプリンゲへ向かうラムシュプリンゲ彫刻の小径
- 数多くのクアパーク（特にベルククアパークとゼークアパーク）

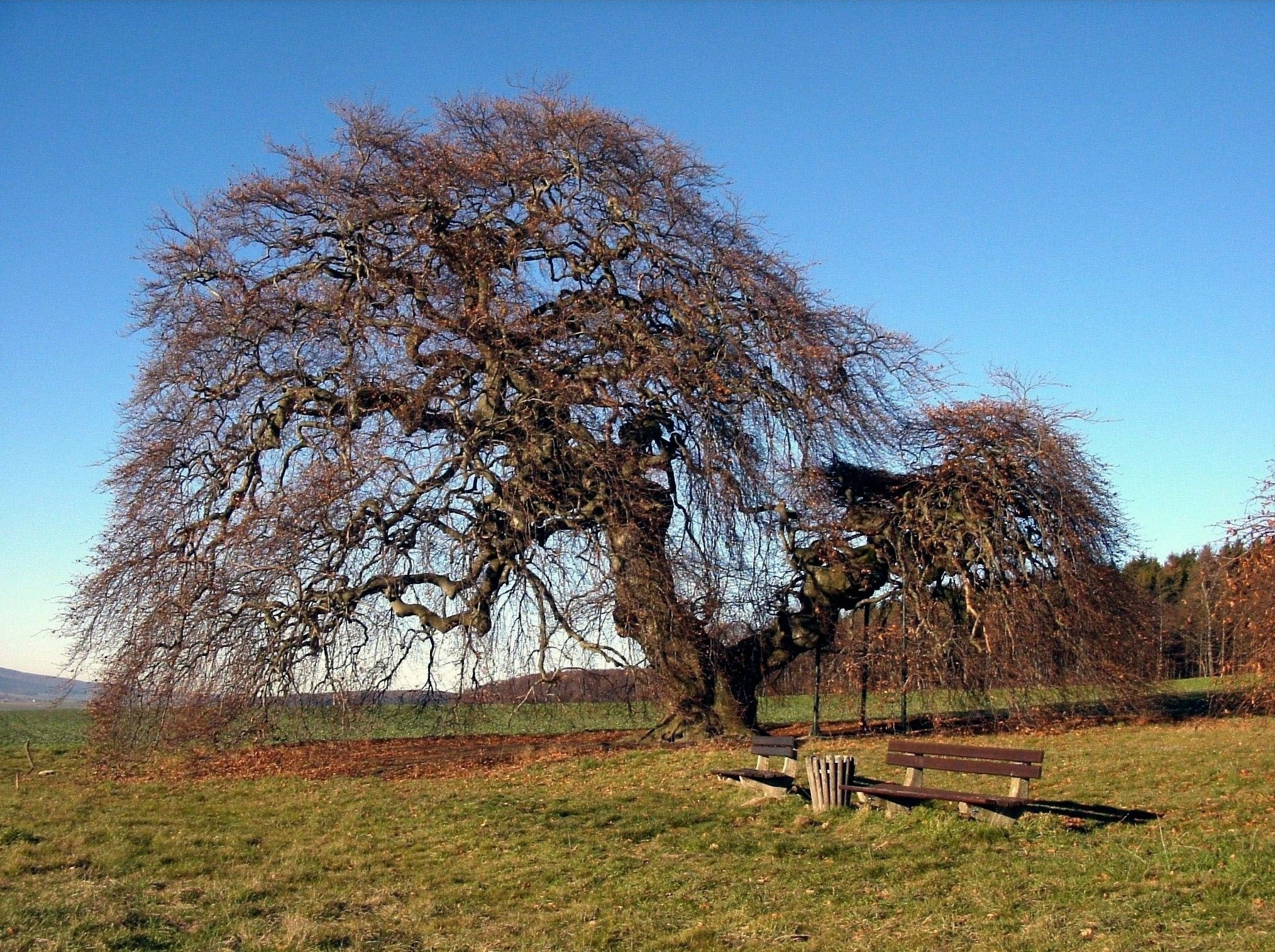
グレムスハイムのコプフブーヒェ

### 自然文化財
- グレムスハイムのコプフブーヒェ、世界最大のセイヨウブナの木で、樹齢約210年。

### 博物館
- ポータル・ツア・ゲシヒト（歴史への入り口）

- 修道院教会の西の入り口
- バート・ガンダースハイム旧市街
- 女子修道院
- ラムシュプリンゲ彫刻の小径にあるAndrzej Irzykowski作『出会い』

### 年中行事
- ロスヴィータ賞の授賞式: 毎年
- 聖堂野外演劇祭: ニーダーザクセン最大の野外演劇祭で、夏に修道院教会前で開催される。
- 旧市街祭: 毎年9月の第1週末に開催される。
- 春祭り
- 聖堂野外演劇祭前の劇場祭
- 真夏の夜のレース
- 農民市
- クリスマスマーケット
- シャンパンレース

## 経済と社会資本

### 交通
バート・ガンダースハイムは鉄道ブラウンシュヴァイク - クライエンゼン線に面している。もう一つの路線ヒルデスハイム - グロース・デュンゲン - バート・ガンダースハイム線（ランメタール鉄道）は1994年に廃止され、その路線跡はバート・ガンダースハイムからラムシュプリンゲへ行く自転車道・遊歩道（ラムシュプリンゲ彫刻の小径）として利用されている。
この街で連邦道B64号線とB445号線が接続している。この道路を経由してアウトバーンA7号線に接続するB64号線はパーダーボルンを経由してミュンスター地方のテルクテまでを結んでいる。
バート・ガンダースハイムには飛行場がある。
バス会社シリング＝ライゼンは北の市区と中核市区とを結ぶ市内バス271系統を運行している。また、周辺地域を結ぶ多くのバス路線がある。
ヨーロッパ広域自転車道 E11号線が市内を通っている。

### 地元企業
この街最大の企業は、アウアー＝ライトニング（旧ショットAG、特殊ガラス製品）、Loro-X-Rohr（排水システム用の亜鉛メッキした金属管）、バウミュラー（小型エンジン）、プラーマン＆ナイトハルト（「ハルツレンダー」ブランドの食肉、ソーセージ）、パートAG（投資、不動産開発）、AEET Vertriebs GmbH（光発電モジュール製造およびソーラープロジェクト開発）である。

### メディア
バート・ガンダースハイム向けにガンダースハイマー・クライスブラットが刊行されている。日曜日を除く毎日刊行されるローカル新聞には、市内と隣接するクライエンゼンおよびカーレフェルトのできごとも掲載されている。

### 公共機関
- ノルトハイム郡の一部とゴスラー郡の一部を管轄する税務署の本署
- ニーダーザクセン州のガンダースハイム方面道路建設・交通局（旧道路建設局）ノルトハイム郡、ゲッティンゲン郡、およびヒルデスハイムからハン・ミュンデンまでの間のアウトバーンA7号線を管轄する。
- 警察署
- バート・ガンダースハイム区裁判所
- 刑務所
- ノルトハイム郡に3つある消防技術センターの1つがある。
- 消防団
- ヘリオス・クリニーク・バート・ガンダースハイム
- 市立図書館
- ツーリスト・インフォメーション
- 市民相談所

### 教育
- 基礎課程学校 1校（2つの分校がある）
- 本課程学校 1校
- 実科学校  1校
- 教育に重点を置いた養護学校
- ロスヴィータ・ギムナジウム

## 人物

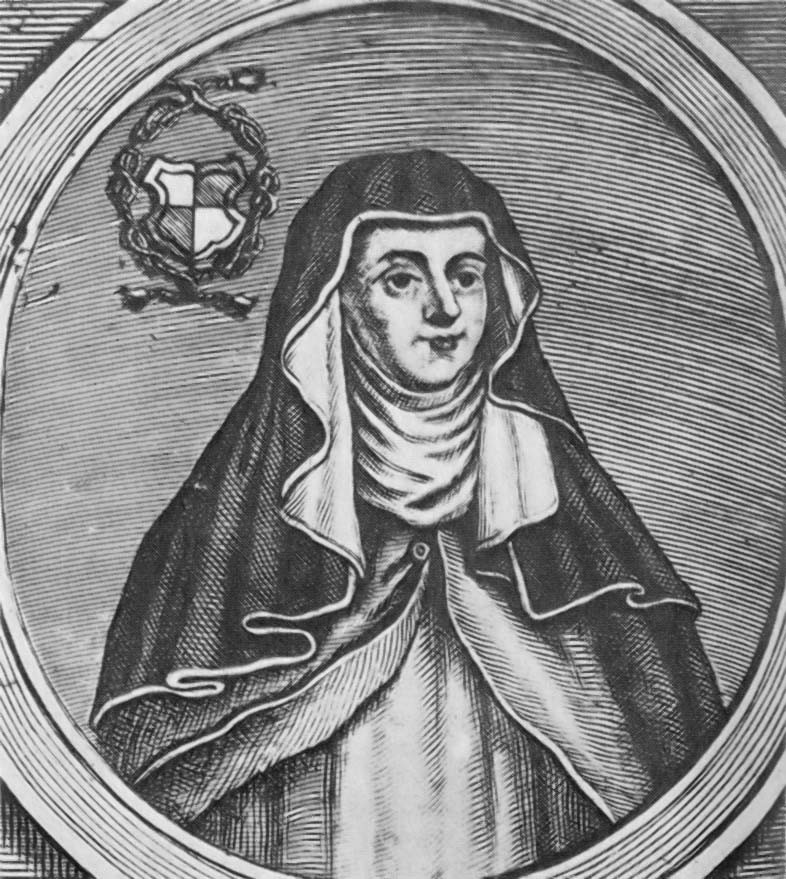
ロスヴィータ

### 出身者
- ロスヴィータ（935年頃 - 973年以後）ドイツ初の女流詩人
- バイエルン公ハインリヒ2世（951年 - 995年）皇帝オットー1世の甥、バイエルン公
- ヴィルヘルム・カイテル（1882年 - 1946年）国防軍最高司令部総長、元帥
- ヘルベルト・オットー・ギレ（1897年 - 1966年）武装親衛隊大将

## 引用
1. ↑  Landesamt für Statistik Niedersachsen, LSN-Online Regionaldatenbank, Tabelle A100001G: Fortschreibung des Bevölkerungsstandes, Stand 31. Dezember 2023
2. ↑  Max Mangold, ed (2005). Duden, Aussprachewörterbuch (6 ed.). Dudenverl. p. 349. ISBN 978-3-411-04066-7